# Salam Harjo
Salam Harjo is een bestuurslaag in het regentschap Bengkulu Utara van de provincie Bengkulu, Indonesië. Salam Harjo telt 442 inwoners (volkstelling 2010).